# Distretto di Bozdoğan
Il distretto di Bozdoğan (in turco Bozdoğan ilçesi) è uno dei distretti della provincia di Aydın, in Turchia.